# Seidenjala

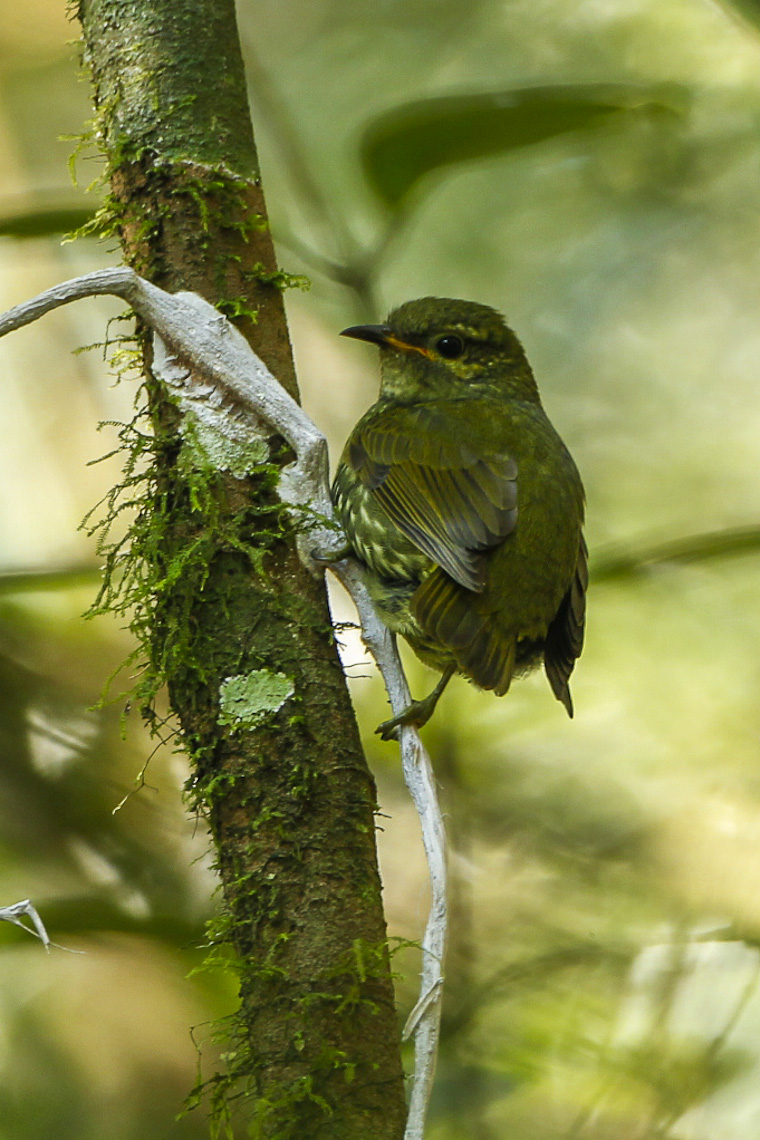
Seidenjala, Weibchen im Nationalpark Ranomafana

Der Seidenjala (Philepitta castanea) ist ein endemisch auf Madagaskar vorkommender Vogel aus der Familie der Lappenpittas (Philepittidae).

## Merkmale
Seidenjalas erreichen eine Körperlänge von 14,0 bis 16,5 Zentimetern. Die Steuerfedern sind sehr kurz. Zwischen den Geschlechtern besteht bezüglich der Gefiederfärbung zeitweise ein deutlicher Sexualdimorphismus. Die Männchen zeigen während der Balz- und Brutzeit ein nahezu einfarbig schwarzes Gefieder. Der schmale Überaugenstreif ist blau. Darüber hebt sich ein länglicher, leuchtend grüner Hautlappen ab. Während der übrigen Zeitabschnitte ist das gesamte Gefieder trüb gelb bis olivgrün. Bei den Weibchen sind Kehle, Bauch und Brust zeitunabhängig gelbgrün und hell gescheckt, Rücken und Federn sind matt olivgrün bis olivbraun.

## Verbreitung und Lebensraum
Das Verbreitungsgebiet des Seidenjalas erstreckt sich entlang der gesamten Ostseite Madagaskars. Bevorzugt besiedelt er Regenwälder in Höhen zwischen 600 und 1400 Metern.

## Lebensweise
Die Vögel ernähren sich fast ausschließlich von Früchten sowie in geringem Maße von Nektar und Gliederfüßern. Messungen zwischen August und November ergaben folgende Nahrungszusammensetzung:
| reife Früchte                                 | 29,7  | 428  |
| teilweise reife Früchte (Oncostemon leprosum) | 57,9  | 834  |
| unreife Früchte                               | 12,1  | 176  |
| Nektar                                        | 0,1   | 2    |
| Gliederfüßer                                  | 0,2   | 4    |
| Summe                                         | 100,0 | 1444 |

Seidenjalas leben in polygenen Gemeinschaften. Die Brutsaison fällt in die Monate September bis Dezember. Den Hauptanteil am Nestbau tragen die Weibchen. Das birnenförmige Nest wird aus trockenen Blättern, Fasern und Moos gefertigt, am Ende eines Zweiges mit einer kleinen Überdachung über dem Eingang in zwei bis fünf Metern Höhe angelegt und mit drei Eiern bestückt. Die Brutzeit beträgt mindestens 13 Tage, die Nestlingszeit weitere 17 Tage.

## Gefährdung
Der Seidenjala ist in den von ihm besiedelten Territorien nicht selten und wird demzufolge von der Weltnaturschutzorganisation IUCN als  „least concern = nicht gefährdet“ eingestuft.